# SN UDS10Wil
SN UDS10Wil是一顆發現於2013年4月的Ia超新星，是目前已知距離地球最遠的Ia超新星。該超新星的紅移值1.914，相當於105億光年。該超新星由哈伯太空望遠鏡的第三代廣域照相機影像發現。該超新星被戲稱為威爾遜超新星（SN Wilson），名稱來自於第28任美國總統伍德罗·威尔逊。

## 外部連結
- 2013-04-12 哈伯太空望遠鏡刷新最遠超新星記錄（页面存档备份，存于） 臺北市立天文科學教育館